# Kanifinolhu
Kanifinolhu est une petite île inhabitée des Maldives.  C'est une des îles-hôtel des Maldives depuis 1978, accueillant désormais un hôtel Club Méditerranée.

## Géographie
Kanifinolhu est située dans le centre des Maldives, à l'Est de l'atoll Malé Nord, dans la subdivision de Kaafu.